# Сероскерке (Схаувен-Дейвеланд)
Сероскерке (нід. Serooskerke) — село в нідерландській провінції Зеландія. Входить до муніципалітету Схаувен-Дьойвеланд.
Його площа становить 4,31 км², а населення станом на 2021 рік становило 265 осіб.
Перша згадка про населений пункт датується 1395 роком.
1953 року значна частина села була зруйнована під час повіді у Північноморському басейні, загинуло 15 мешканців. До 1961 року мало статус окремого муніципалітету.

## Галерея

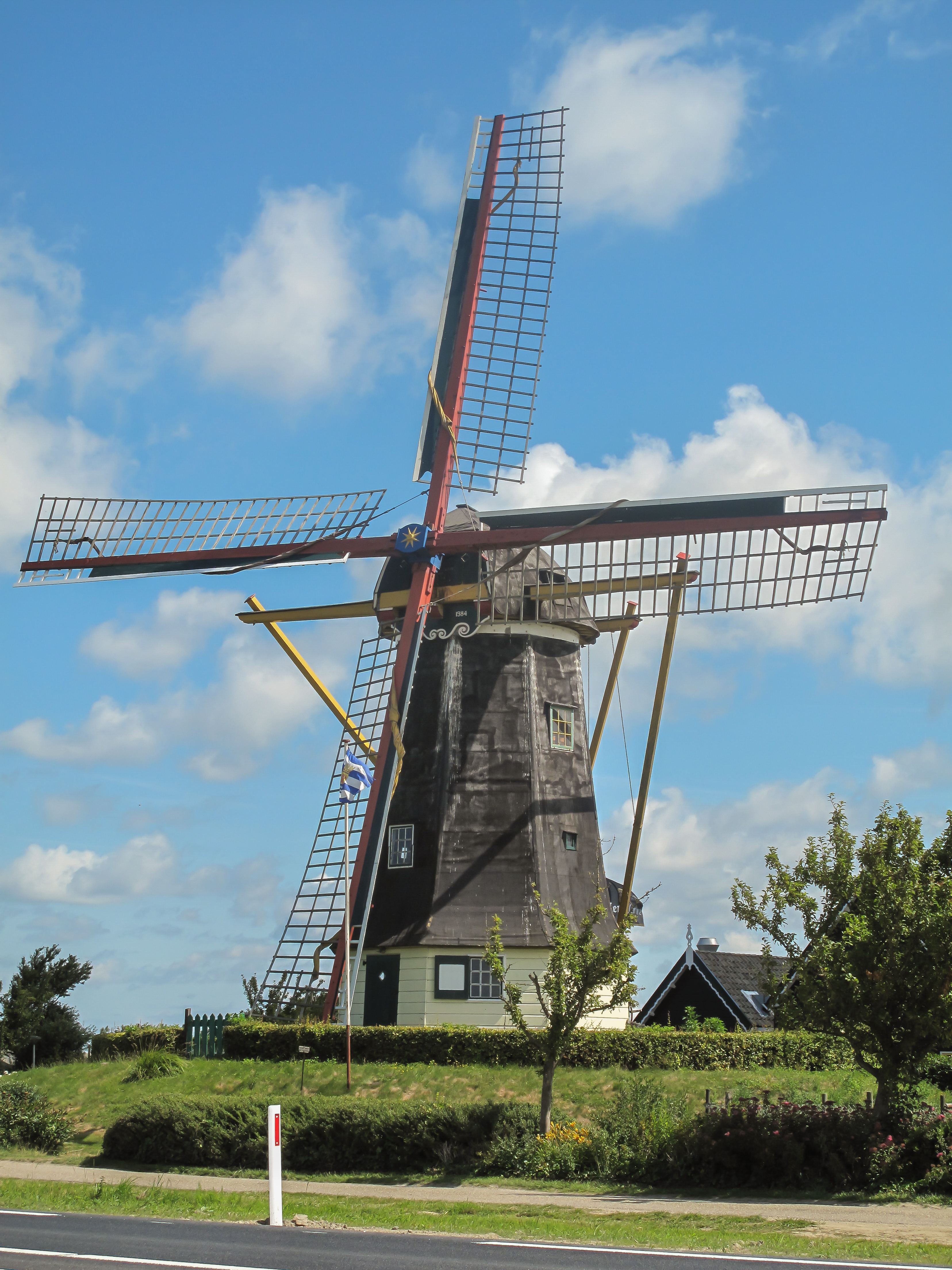
Сільський вітряк
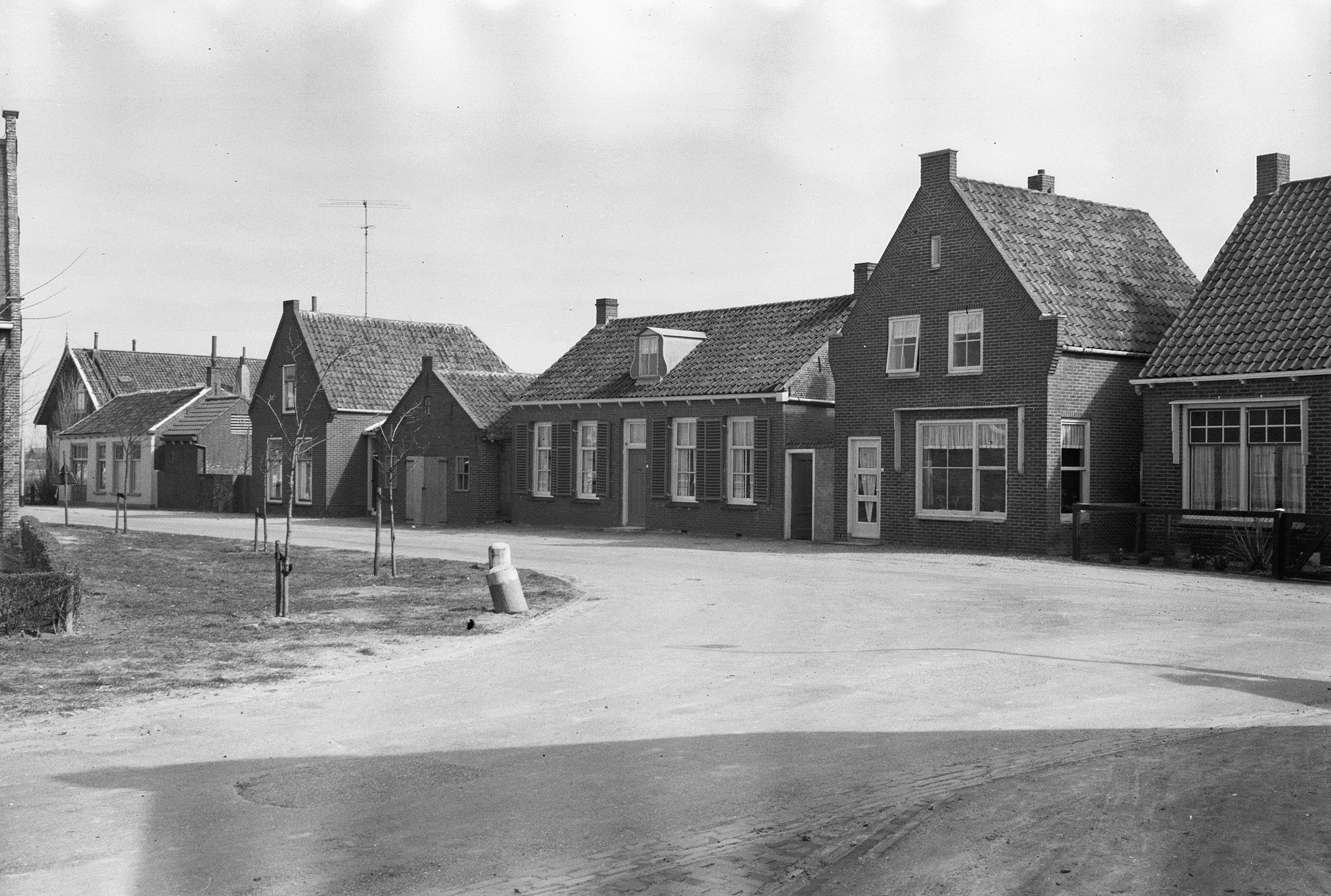
Будинки в Сероскерке